# واندرسون سانتوس بيريرا
واندرسون سانتوس بيريرا (بالبرتغالية: Wanderson Santos Pereira‏) هو لاعب كرة قدم برازيلي في مركز الدفاع، ولد في 7 فبراير 1991 في فيتوريا دا كونكيستا ‏ في البرازيل. لعب مع نادي كورينثيانز.

## وصلات خارجية
- واندرسون سانتوس بيريرا على موقع رابطة كرة القدم اليابانية للمحترفين (اليابانية)
- واندرسون سانتوس بيريرا على موقع قاعدة بيانات كرة القدم.إي يو (الإنجليزية)
- واندرسون سانتوس بيريرا على موقع Soccerway.com (الإنجليزية)
- واندرسون سانتوس بيريرا على موقع عالم كرة القدم.نت (الإنجليزية)